# Gare de Signeulx
La gare de Signeulx est une gare ferroviaire belge de la ligne 165 entre Athus et Libramont, située sur le territoire de la commune de Musson, dans la province de Luxembourg en Région wallonne.
C'était une halte ferroviaire de la SNCB jusqu'en juin 1984. Elle fut également reliée à Gorcy, en France, par l'ancienne ligne 165 x qui fut fermée en 1983.

## Histoire
La gare de Signeulx est ouverte le 6 novembre 1876 sur la ligne d'Athus à Bertrix, en cours de construction par la Compagnie des chemins de fer des bassins houillers du Hainaut. La faillite des Bassins Houillers causée par la banqueroute de Simon Philippart fait que Signeulx reste le terminus provisoire de la ligne jusqu'en 1879. La ligne vers Virton, Bertrix et Libramont est complétée en 1880-1882 tandis que les sections restantes en direction de la Meuse et Charleroi le seront au plus tard en 1899.
Toutefois, dès 1877, la gare de Signeulx accède au statut de gare de bifurcation grâce à la mise en service de la ligne de Signeulx à Gorcy, concédée en 1875 à un particulier: le maître de forges de Gorcy, Jean-Joseph Labbé. Ayant son terminus à l'usine sidérurgique de Gorcy, en France, cette voie ferrée de près de 5 km dessert les forges, hauts fourneaux et la mine de fer qu'une topographie difficile en direction de Longwy place à l'écart du réseau ferré français. Les marchandises à destination du reste de la France doivent donc être expédiées vers Athus et Mont-Saint-Martin.
La mise en service du reste de la ligne vers Virton et Charleroi renforce le trafic sidérurgique grâce aux mines de fer d'Halanzy et de Musson, à l'usine d'Athus.
La gare est une variante des gares standards de type 1873 remarquable en raison de sa disposition qui comprend deux corps de logis à étage encadrant une aile centrale. Cette disposition est commune chez les gares frontalières et s’observe entre-autres à Treignes, mais aussi Lamorteau ou encore Libramont. Elle comprenait un logement pour le chef de gare et un second pour le receveur des douanes, d'où sa disposition particulière.
Vers la fin du XXe siècle la sidérurgie en Lorraine se fit de moins en moins rentable et bon nombre d'usines et de mines fermèrent, y compris les forges de Gorcy. Cela entraîna l'abandon de l'activité sur la ligne 165x vers Gorcy en 1989 et une grosse baisse de trafic sur « l'Athus-Meuse ». La gare est délaissée avec la cessation, le 3 juin 1984 du service de passagers entre Virton, Athus et Arlon consécutive à l'implémentation du plan IC-IR. Celui-ci reprend finalement en 2006 avec l'électrification de la ligne Athus Meuse. Mais la gare de Signeulx ne fut pas sélectionnée comme nouveau point d'arrêt pour les autorails série 41 qui assurent dès lors le service passagers sur la ligne, et ce malgré la pression des autorités locales et de l'association de défense du rail « Les amis du rail d'Halanzy ».
Elle n'est donc plus utilisée à ce jour et fut rachetée par un privé afin d'être transformée en logements.
Au milieu des années 2010, le bâtiment de la gare ainsi que l'ancien café voisin ont été entièrement rénovés. Les nombreux détails architecturaux d'origine (ancien nom de la gare, larmiers, fenêtres en trompe-l’œil, corniches dentelées, ancres de façade , etc.) ont disparu au profit d'une façade en crépi rouge et beige dotée de baies rectangulaires.